# Insonho
O Insonho ou pesadelo é um espírito ou uma bruxa do folclore português. Na cabeça tem um carapuço que quando alguém consegue lho tirar ele foge para o telhado e é obrigado a dar todo o dinheiro que lhe pedem até ele conseguir recuperar de volta o carapuço. O insonho tem uma mão muito pesada, "é um bicho que vem tapar a boca de quem está a dormir, mas como tem a mão furada não deixa morrer abafado".

## referências
- José Leite de Vasconcelos. Tradições populares de Portugal. Biblioteca Ethnografica portuguesa.
- Nuno Matos Valente. Bestiário Tradicional Português. Edições Escafandro, 2016